# Wolfgang Deppert
|  | Dieser Artikel wurde in der Qualitätssicherung Philosophie eingetragen. Artikel, die sich als nicht relevant genug herausstellen oder mittelfristig kein hinreichend akzeptables Niveau erreichen, können schließlich auch zur Löschung vorgeschlagen werden. Bitte hilf mit, die inhaltlichen Mängel dieses Artikels zu beseitigen, und beteilige dich bitte an der Diskussion! Bitte entferne diesen Hinweis nicht ohne Absprache! |

Wolfgang Richard Deppert (* 6. August 1938 in Liegnitz; † 19. Juni 2025 in Hamburg) war ein deutscher Philosoph. 
Deppert promovierte zunächst in Physik, verfasste dann aber seine Habilitationsschrift im Fach Philosophie über den Zeitbegriff. Von 1995 bis zu seiner Pensionierung 2003 war Deppert apl. Professor an der Universität Kiel. Er befasste sich mit Erkenntnistheorie, Wissenschaftstheorie, Religionsphilosophie und Ethik. Deppert war Unitarier.

## Leben
Wolfgang Deppert wurde in Niederschlesien geboren. Seine Mutter war die Pianistin und Sängerin Elisabeth Deppert, geb. Simons, und sein Vater der Landwirt Karl Nikolaus Deppert. Nach dem Umzug seiner Familie nach Danzig-Langfuhr wurde er dort 1944 eingeschult. Durch die Flucht seiner Familie kam er mit fünf Geschwistern nach verschiedenen Stationen in Berlin, Delitzsch und Bernburg schließlich im Februar 1946 in das Fischerdorf Bellin am Selenter See, wo er gut acht Jahre in einer Baracke des Flüchtlingslagers auf dem Fliegerhorst wohnte. In Bellin besuchte er von 1946 bis 1950 die Volksschule und dann von 1950 bis 1954 die Bürgerschule zu Lütjenburg, wo er die Mittlere Reife erreichte.
Von 1954 bis 1957 absolvierte Deppert eine Schlosserlehre in Kiel-Oppendorf. Während seiner Ausbildung wohnte er im katholischen Lehrlingsheim Kolpinghaus in der Schönkirchener Straße in Kiel-Dietrichsdorf. Nach Abschluss der Schlosserlehre arbeitete er als Maschinenschlossergeselle in den Kieler Hohwaldtswerken, danach bei Hagenuk. Zu Ostern 1959 begann Deppert ein Studium an der Staatlichen Ingenieurschule Kiel, das er 1962 als Maschinenbauingenieur abschloss. Dieser Abschluss diente als Hochschulzugangsberechtigung für ein Physikstudium an der Universität Kiel, das er 1968 mit dem Diplom abschloss.
Danach wurde er wissenschaftlicher Assistent im Philosophischen Seminar der Universität am Lehrstuhl von Kurt Hübner und promovierte 1975 in theoretischer Elementarteilchenphysik. Nach seiner Habilitation im Fach Philosophie über den Zeitbegriff organisierte er 1985 den internationalen Hermann-Weyl-Kongress in Kiel.
Von 1991 bis 2004 nahm er neben seinen Lehrverpflichtungen an der Kieler Universität einen Lehrauftrag an der Musikhochschule Lübeck wahr. Auf Initiative von Professoren der Universität Leipzig lehrte Deppert dort zudem vom Wintersemester 1991 bis Sommersemester 1993 Philosophie und Wissenschaftstheorie. Während dieser Zeit verpflichtete ihn überdies Rudolf Bahro, an dessen neugegründetem Institut für Sozialökologie an der Humboldt-Universität zu Berlin Vorlesungen und Seminare zu halten. Bereits seit längerem unbefristet angestellt, wurde Deppert dann 1995 zum außerplanmäßigen Professor an der Universität Kiel ernannt.
Im Sommersemester 1995 war er Gastdozent am Soziologischen Institut der Karl-Franzens-Universität Graz. Neben seiner Lehrtätigkeit am Philosophischen Seminar der Universität Kiel wurde er im Sommersemester 1996 zum Mitglied des Lehrkörpers des Graduiertenkollegs „Integrative Umweltbewertung“ des Ökologie-Zentrums der Universität Kiel berufen und im Wintersemester 1997/98 zum dortigen Vertrauensdozenten der Friedrich-Naumann-Stiftung. Deppert rief an der Universität Kiel diverse interdisziplinäre Arbeitsgruppen ins Leben, darunter den Arbeitskreis für interdisziplinäre Forschung und Lehre, die interdisziplinäre Forschungsgruppe „Die SE-Problematik“ und den Sokrates-Studien Organisationsverein, durch den das Sokrates-Jahr 2002 anlässlich der 2400-jährigen Wiederkehr von Sokrates’ Todesjahr organisiert wurde. 2003 wurde Deppert pensioniert, lehrte aber weiter. Im Jahr 2005 wurde er zum Gründungsrektor des Sokrates-Universitäts-Vereins e. V. gewählt.
Viele Jahre war Deppert bei den Unitariern aktiv. Er hat in Kiel die unitarische Jugendgruppe Kieler Sturmvogel gegründet und aufgebaut. Er war Leiter des Geistigen Rates der Deutschen Unitarier, hat in Kiel die Regionalgruppe des Hilfswerks der Deutschen Unitarier (HDU) gegründet und aufgebaut und war Gemeindeleiter der Unitarier in Kiel.
Wolfgang Deppert gründete 1982 das Sinfonieorchester Klingberger Symphoniker (benannt nach der Jugendbildungsstätte der Unitarier in Klingberg), dessen musikalischer Leiter er seitdem war. Seit 1977 war Deppert Mitglied der FDP, zuerst in Kiel, seit 1998 in Hamburg, wo er Mitglied des Landesvorstandes war. 2002 kandidierte er vergeblich für die FDP zum Deutschen Bundestag.
Deppert war eine der drei Vertrauenspersonen der Volksinitiative „WIR gegen die Rechtschreibreform“ in Schleswig-Holstein. Diese war mit ihrem Volksbegehren und dann am 28. September 1998 mit ihrem Volksentscheid gegen die Rechtschreibreform vorläufig erfolgreich.
Im Jahr 1988 heiratete Deppert die Kieler Redakteurin Ulrike Dotzer, aus der Ehe gingen zwei Kinder hervor. Er starb im Alter von 86 Jahren am 19. Juni 2025 in Hamburg.

## Werk
Als Philosoph arbeitete Deppert auf folgenden Schwerpunktgebieten:
Erkenntnistheorie – Wissenschaftstheorie der Naturwissenschaften, der Medizin, der Wirtschafts- und Rechtswissenschaften – Erforschung der Entwicklung des begrifflichen Denkens und des Individualitätsbewusstseins bei den Vorsokratikern bis hin zu Sokrates – Sokratesforschung – Umdeutung des Verständnisses platonischer Werke – Ethik – Religionsphilosophie – Philosophie des politischen Liberalismus.

### Erkenntnistheorie
Beiträge Depperts zur Erkenntnistheorie sind:
- die Theorie der Merkmale von Begriffen: Das zweiseitige, das strukturierende und das systembildende Merkmal,
- die Theorie der hierarchischen und ganzheitlichen Begriffssysteme,
- das Konzept der „Mythogenen Ideen“ als Begründungsendpunkte, in denen existentielles und begriffliches Denken zusammenfallen,
- das „Auswahlprinzip“ und
- die Theorie der Zusammenhangserlebnisse,
- Entwicklung der Theorie des Bewußtseins und der Bewußtseinsformen,
- Darstellung und Anwendung der Theorie der kulturellen Evolution auf die Begründung der Überlebensfähigkeit von kulturellen Lebewesen,
- Einführung der neuen Wissenschaft der Bewußtseinsgenetik.

#### Zur Merkmalstheorie der Begriffe
Da der Versuch, einen Begriff vom Begriff zu bestimmen, in einen unendlichen Regress führt, hat Deppert zur Kennzeichnung und zur Abgrenzung von anderen sprachlichen Elementen drei Merkmale von Begriffen eingeführt:
Das zweiseitige Merkmal der Begriffe erklärt Begriffe zu solchen sprachlichen Elementen, die je nach Hinsicht entweder etwas Einzelnes oder etwas Allgemeines darstellen.
Das strukturierende Merkmal der Begriffe bewirkt, dass bei der Anwendung von Begriffen auf Existenzbereiche diese in elementfremde Klassen eingeteilt oder strukturiert werden.
Das systembildende Merkmal der Begriffe zeichnet Begriffe dadurch aus, dass sie miteinander zu hierarchischen oder zu ganzheitlichen Begriffssystemen verbunden werden können

#### Zur Theorie der hierarchischen und ganzheitlichen Begriffssysteme
Im Gegensatz zu hierarchischen Begriffssystemen, in denen Zirkel streng verboten sind, sind ganzheitliche Begriffssysteme durch die Form der wechselseitigen Bedeutungsabhängigkeiten untereinander bestimmt. Die Bedeutung des Begriffes „wahr“ kann nicht erfasst werden, ohne den Begriff „falsch“ in irgendeiner Art und Weise darauf zu beziehen.
Im Rahmen eines hierarchischen Begriffssystems lässt sich Erkenntnis als die Kenntnis eines gelungenen Versuches der Zuordnung von etwas Einzelnem zu etwas Allgemeinem verstehen (Allgemeines und Einzelnes).
Das Fundament einer hierarchischen Begriffspyramide besteht in diesem Fall aus den undefinierten Grundbegriffen, die untereinander aufgrund ihrer gegenseitigen Bedeutungsabhängigkeit ganzheitliche Begriffssysteme ausbilden oder sich sogar als mythogene Ideen erweisen.

#### Das Konzept der „Mythogenen Ideen“
Deppert löste das Problem, dass alle Begründungen Begründungsendpunkte benötigen, durch sein Konzept der mythogenen Ideen, die sich als solche Begründungsendpunkte bestimmen lassen, in denen existentielles und begriffliches Denken zusammenfallen. Außerdem fallen in einer mythogenen Idee Einzelnes und Allgemeines in einer Vorstellungseinheit zusammen. Mythogene Ideen sind darum keine Begriffe, weil sie nicht je nach Hinsicht ein Einzelnes oder ein Allgemeines darstellen, wie es für alle Begriffe gilt. Sie sind stets beides zugleich, so wie die Menschen in der mythischen Zeit durch ihr mythisches zyklisches Zeitbewusstsein Einzelnes nicht von Allgemeinem unterscheiden konnten.

#### Das Auswahlprinzip
Das Auswahlprinzip besagt, dass es in einem Begriffssystem funktional äquivalente Begriffe geben muss, deren tatsächliche Anwendbarkeit jedoch durch die Empirie ausgeschlossen ist. Deppert spricht hier, in Anlehnung an die Notationen der Kernphysik, von den so genannten begriffssystematischen Isotopen. Diese sind beim Kantverständnis von hoher Bedeutung: Kant musste, um die komparative Allgemeinheit der Begriffe Masse und Temperatur zu begründen, eine Denkmöglichkeit für masselose und temperaturlose Körper angeben. Die Bestimmung der empirischen Allgemeinheit wird stets nur durch ein apriorisches Prinzip möglich, und das ist eben das Auswahlprinzip.

#### Theorie der Zusammenhangserlebnisse
Das erlebnishafte Bewusstwerden von Zusammenhängen bezeichnete Deppert als Zusammenhangserlebnisse. Die von Hermann von Helmholtz dargestellten unbewussten Schlüsse gehen den von Deppert bezeichneten Zusammenhangserlebnissen zeitlich weit voraus, besitzen aber zu ihnen eine erstaunliche Ähnlichkeit, indem sie in den menschlichen Organismen ebenso ein geheimnisvoll wirksames Zusammenhangstiftendes voraussetzen. Die eingeführten Zusammenhangserlebnisse haben nach Deppert aber zusätzlich die grundsätzliche Eigenschaft, die Gefühlslage positiv zu verändern. Darum bestehe das Bestreben, Zusammenhangserlebnisse zu reproduzieren. Lässt sich ein Zusammenhangserlebnis zuverlässig reproduzieren, dann nennt Deppert das Bewusstwerden des erlebten Zusammenhangs eine Erkenntnis und die Fähigkeit, Zusammenhangserlebnisse zu reproduzieren, bezeichnet er als Rationalität. Da es verschiedene Methoden für die Reproduktion von Zusammenhangserlebnissen gäbe, unterscheidet Deppert verschiedene Arten von Rationalität:
- Die wissenschaftliche Rationalität,
- künstlerische und musikalische Rationalitäten,
- handwerkliche Rationalitäten,
- die mitmenschliche Rationalität
- verschiedene Arten sportlicher Rationalität etc.

Die wissenschaftliche Rationalität zeichne sich besonders dadurch aus, dass sie uns gestatte, Zusammenhangserlebnisse – auch sehr komplizierte – durch die Aneinanderreihung einfachster Zusammenhangserlebnisse (einfachste Verstehensschritte) reproduzierbar zu machen. Es sei aber ein verhängnisvoller Fehler zu meinen, dass sich alle Arten von Zusammenhangserlebnissen mit Hilfe der wissenschaftlichen Rationalität reproduzieren ließen. Jede Rationalität besitze spezifische Methoden der Erkenntnisgewinnung, die zum Teil erst durch die eigene Erfahrung oder auch durch Vormachen erkannt, verstanden und dadurch auch geübt werden könnten.

### Wissenschaftstheorie
In seiner Habilitationsschrift Zur Theorie des Zeitbegriffs (1984) hat Deppert eine ganze Reihe neuer wissenschaftstheoretischer Begrifflichkeiten ausgearbeitet:
1. Klärung und Verschärfung des Begriffs der extensiven metrischen Begriffe
2. Lösung der McTaggartschen Zeit-Antinomie
3. Aufspaltung des Zeitbegriffs in den erkenntnislogischen und ontologischen Zeitbegriff und Lösung des Zeitflussregresses
4. Definition und Anwendung von hierarchischen und ganzheitlichen Begriffssystemen
5. Theorie und Begrifflichkeiten von PEP-Klassen, PEP-Systemen und Systemzeiten
6. Theorie der Systemgesetze und Supergesetze
7. Einführung und Darstellung des Begriffs der Desynchronisationskrankheiten

### Ethik und Religionsphilosophie
In seinen frühesten philosophischen Arbeiten hat Deppert damit begonnen, einen neuen Ethikbegriff zu entwickeln, den er als Individualistische Ethik bezeichnet und die dadurch gekennzeichnet ist, dass sie nur aus Forderungen besteht, die ein Individuum, das bestimmte Voraussetzungen für sich selbst akzeptiert, aus Gründen der eigenen Sinnstiftung an sich selbst stellt. Daraus ist inzwischen eine ausgefeilte Wirtschafts- und Unternehmensethik geworden.
Die Religionsphilosophie gründet sich auf der Einsicht, dass der Begriff der Religiosität durch die evolutionär entstandene Fähigkeit der menschlichen Gehirne zur Kreativität und der dadurch ermöglichten Sinnstiftungsfähigkeit definiert ist. Dadurch erklären sich die frühen mythischen Formen in der Kulturgeschichte der Menschheit und die späteren Formen der sogenannten Offenbarungsreligionen sowie die neueren Formen der unitarischen Religiosität in den Naturwissenschaften und den Religionsgemeinschaften der Zukunft als Sinnstiftungsgemeinschaften.

## Schriften (Auswahl)
- Zur Theorie des Zeitbegriffs. Kiel 1983.
- Hermann Weyl, Leben und Werk. Ausstellung im Elmshorner Rathaus vom 9. November bis zum 8. Dezember 1985. Festvortrag anlässlich der Ausstellungseröffnung am 9. November 1985. Elmshorn 1985.
- Exact sciences and their philosophical foundations. Vorträge des Internationalen Hermann-Weyl-Kongresses, Kiel 1985 (= Exakte Wissenschaften und ihre philosophische Grundlegung). Lang, Frankfurt am Main u. a. 1988, ISBN 3-8204-9328-X.
- Zeit. Die Begründung des Zeitbegriffs, seine notwendige Spaltung und der ganzheitliche Charakter seiner Teile. Franz Steiner Verlag, Stuttgart 1989, ISBN 3-515-05219-4.
- Der Einfluss der Unitarier auf die europäisch-amerikanische Geistesgeschichte. Vorträge der Ersten Deutschen Wissenschaftlichen Tagung zur Unitarismusforschung vom 13.–14. Juni 1985 in Hamburg. Lang, Frankfurt am Main u. a. 1990, ISBN 3-631-41859-0.
- Religion und Toleranz – die Deutschen Unitarier in der öffentlichen Auseinandersetzung; eine Stellungnahme (= Unitarische Hefte, Heft 5). München 1992.
- Wissenschaftstheorien in der Medizin ein Symposium. De Gruyter, Berlin / New York 1992, ISBN 3-11-012849-7.
- Individualistische Wirtschaftsethik. In: W. Deppert, D. Mielke, W. Theobald (Hrsg.): Mensch und Wirtschaft. Interdisziplinäre Beiträge zur Wirtschafts- und Unternehmensethik. Leipziger Universitätsverlag, Leipzig 2001, ISBN 3-934565-69-7, S. 131–196.
- Intrinsische Arbeitsplätze oder Wie durch angewandte Philosophie das Problem der Arbeitslosigkeit behandelt werden kann. In: Wolfgang Deppert, Dietmar Mielke und Werner Theobald: Mensch und Wirtschaft. Interdisziplinäre Beiträge zur Wirtschafts- und Unternehmensethik. (= Wirtschaft mit menschlichem Antlitz. Band 1). Leipziger Universitätsverlag, Leipzig 2001, ISBN 3-934565-69-7, S. 299–323.
- Zur Wissenschaftstheorie der Interdisziplinarität. In: W. Deppert, K. Köther, B. Kralemann, C. Lattmann, N. Martens, J. Schaefer (Hrsg.): Selbstorganisierte Systemzeiten. Ein interdisziplinärer Diskurs zur Modellierung lebender Systeme auf der Grundlage interner Rhythmen. (= Grundlagenprobleme unserer Zeit. Band I). Leipziger Universitätsverlag, Leipzig 2002, ISBN 3-935693-73-7, S. 273–298.
- Zum Verhältnis von Religion, Metaphysik und Wissenschaft, erläutert an Kants Erkenntnisweg und dessen Aufdeckung durch einen systematisch bestimmten Religionsbegriff. In: Wolfgang Deppert, Michael Rahnfeld (Hrsg.): Klarheit in Religionsdingen, Aktuelle Beiträge zur Religionsphilosophie. (= Grundlagenprobleme unserer Zeit, Band III). Leipziger Universitätsverlag, Leipzig 2003, ISBN 3-936522-44-8.
- Individualistische Wirtschaftsethik (IWE). Anwendung der individualistischen Ethik auf das Gebiet der Wirtschaft. Springer Gabler, Wiesbaden 2014, ISBN 978-3-658-03585-3.
- Theorie der Wissenschaft, 4 Bände, Band 1: Die Systematik der Wissenschaft, ISBN 978-3-658-14023-6, Band 2: Das Werden der Wissenschaft, ISBN 978-3-658-14042-7, Band 3: Kritik der normativen Wissenschaftstheorien, ISBN 978-3-658-15119-5, Band 4: Die Verantwortung der Wissenschaft, ISBN 978-3-658-15123-2, Springer VS, Wiesbaden 2019.